# Och så var de bara en (miniserie)
Och så var de bara en (engelska: And Then There Were None) är en brittisk-amerikansk miniserie från 2015, som hade premiär på BBC One den 26 december. Seriens manus, skrivet av Sarah Phelps, är baserat på Agatha Christies roman Och så var de bara en från 1939. Serien har en ensemble bestående av Douglas Booth, Charles Dance, Maeve Dermody, Burn Gorman, Anna Maxwell Martin, Sam Neill, Miranda Richardson, Toby Stephens, Noah Taylor och Aidan Turner. Programmet följer en grupp främlingar som bjuds in till en isolerad ö där de mördas en efter en för sina tidigare brott.
Dramat, som drog 6 miljoner tittare, hyllades av kritikerna och många berömde manuset, skådespeleriet och filmfotot. Det fick också höga tittarbetyg.

## Handling
En varm dag i slutet av augusti 1939 åker åtta personer, alla främlingar för varandra, ut till en liten isolerad ö utanför Devon, dit de blivit inviterade av "Mr och Mrs Owen". Gästerna gör sig hemmastadda på en herrgård, skött av två nyanställda tjänare, Thomas och Ethel Rogers, värdparet är dock frånvarande. När gästerna sätter sig ner till bords för middag, märker de att det mitt på bordet står tio små porslinssoldater ordnade i en cirkel. Efter middagen sätter Thomas Rogers på en grammofonskiva varifrån en inspelad röst anklagar alla närvarande för mord. Strax efter detta, dör en av gästerna av förgiftning och sedan börjar allt fler av gästerna mördas, alla i metoder beskrivna i den ramsa ön är uppkallad efter. Efter varje mord tar mördaren bort en porslinsfigur från matbordet. De resterande gästerna väljer nu att samarbeta, de måste ta reda på vem mördaren är innan tiden runnit ut och ingen är kvar...

## Rollista i urval
- Douglas Booth - Anthony Marston: anklagas för att ha dödat två barn, John och Lucy Coombes, genom vårdslös körning, vilket han erkänner.
- Charles Dance - Domare Lawrence Wargrave: anklagas för att ha mördat en oskyldig man genom att utdöma straffet hängning.
- Maeve Dermody - Vera Claythorne: anklagas för att ha mördat Cyril Hamilton, ett barn i hennes vård, efter att ha uppmuntrat pojken att simma för långt ut, i hopp om att han skulle drunkna så hennes älskare, pojkens farbror, skulle bli arvtagare till familjens egendom.
- Burn Gorman - Kriminalinspektör William Blore: Anklagas för att ha mördat en homosexuell person i en cell hos polisen.
- Noah Taylor och Anna Maxwell Martin - Thomas och Ethel Rogers: anklagas för att ha mördat en tidigare arbetsgivare.
- Sam Neill - General John MacArthur: anklagas för att ha mördat en officerskollega som haft en affär med hans fru.
- Miranda Richardson - Emily Brent: anklagas för att vara ansvarig för sitt hembiträdes självmord sedan hon kört ut denna då hon blivit gravid.
- Aidan Turner - Philip Lombard: anklagas för att ha dödat 21 män i östra Afrika över diamanter.
- Toby Stephens - Doktor Edward Armstrong: anklagas för att ha dödat en patient under en operation då han varit berusad.

## Skillnader från originalromanen
- I boken transporteras hela gruppen tillsammans av Fred Narracott, förutom Dr. Armstrong, som anländer senare och transporteras separat. I filmen anländer Emily Brent och Anthony Marston tidigare än de andra. Marston skildrades inte heller som en kokainmissbrukare i boken, utan som en utsvävande rik playboy.
- Edward Seton, mannen som domare Wargrave anklagas för att ha hängt för brott han inte begått (men som i själva verket var skyldig), avrättades i den ursprungliga romanen för mordet på sin hyresvärdinna för att få hennes pengar. Här sägs han av Wargrave ha dödat flera människor, i tron att han gjorde världen en tjänst genom att göra sig av med dem.
- I boken anklagas kriminalinspektör William Blore för att ha begått mened, vilket ledde till att en oskyldig man felaktigt dömdes till livstids fängelse där han dog. I den här serien anklagas Blore för att ha slagit ihjäl en homosexuell man. I boken dödas han genom att en klocka i form av en björn tappas på hans huvud, medan han i denna uppsättning dödas genom att bli knivhuggen och draperad med en björnfäll.[4]
- I boken dödas Emily Brent efter att i smyg ha fått ett lugnande medel i sitt kaffe (bara hon och Wargrave drack kaffe; de andra drack alla te) med en injektion av cyanid från Dr Armstrongs stulna injektionsspruta, och ett bi sätts in i rummet för att uppfylla rimmet. Här, efter att ha fått det lugnande medlet och lämnats ensam, blir hon stucken i halsen med en av sina egna stickor, präglad med hennes initialer "EB", som vänd nedåt låter fonetiskt som "bi".
- En annan variant är att Brents hembiträde Beatrice Taylor i originalversionen hade tagit livet av sig genom drunkning, inte genom att kasta sig framför ett framrusande tåg. I romanen var Beatrice dotter till religiösa föräldrar som försköt henne efter att ha fått reda på att hon var gravid utanför äktenskapet. I filmen är Beatrice själv utomäktenskaplig dotter till en tonåring.
- I boken misstänks Rogers för att ha undanhållit livsviktig medicin från sin äldre arbetsgivare Miss Brady för att döda henne, medan de i serien kväver henne med en kudde. Mrs Rogers får en dödlig överdos kloralhydrat i sin konjak i salongen i kaoset efter grammofoninspelningen, medan det här antyds att hon fick överdosen i sitt sovrum. I boken dödas Rogers med ett yxhugg i huvudet när han hugger ved. Här är hans mellangärde urtaget av en yxa.
- I boken låter general Macarthur döda sin frus älskare Arthur Richmond genom att skicka ut honom på ett särskilt dödligt uppdrag där hans död var nästan säker. Men i denna uppsättning dödar general Macarthur Henry Richmond (som han kallas här) genom att skjuta honom i ryggen. Macarthur själv dödas med ett teleskop här medan han i originalromanen blev slagen av ett oidentifierat vapen, ironiskt nog misstänkt för att vara en livboj.
- I boken är Philip Lombard en leosoldat som är ansvarig för 21 mäns död i Östafrika genom att överge dem i öknen och ta med sig mat och förnödenheter, vilket han inte förnekar. I den här serien dödar han männen för att få diamanter.
- Den backanal som utspelar sig i det tredje avsnittet sker inte i boken.
- I boken svimmar Vera på grund av att någon har hängt upp sjögräs i hennes rum som hon misstar för en kall död hand, till stor del på grund av hennes ökande skuld och besatthet av sitt eget brott mot Cyril Hamilton. Denna distraktion gör det möjligt för domaren att ordna så att han själv blir upptäckt "dödad". I serien är ingen sådan avledning koordinerad och det är bara av en slump som Vera hallucinerar när hon känner Cyrils hand. Reklammaterial tyder dock på att bokens tångskämt ursprungligen var planerat för miniserien.
- I boken finns det ingen uttalad romans mellan Vera och Lombard och de blir aldrig fysiskt intima med varandra.
- I boken hänger sig Vera i en posthypnotisk trans efter att ha skjutit ihjäl Lombard och får aldrig reda på den sanna identiteten på "U.N. Owen", och läsaren får bara reda på i efterskriften att Owen var Wargrave.[5] I denna produktion går Wargrave in i rummet medan Vera är på väg att hänga sig, förklarar sina handlingar och motiv och informerar henne om att han tänker skjuta sig själv och skapa ett olösligt mysterium. Hon försöker köpslå med honom, men han rycker plötsligt undan stolen under hennes fötter, vilket orsakar hennes till synes självförvållade död.
- Wargraves död skiljer sig mycket från romanen. I boken iscensätter han sin död i sitt sovrum för att reflektera över hur han senast hittades, genom att skjuta sig själv i pannan med ett snöre knutet till revolvern och dörrhandtaget vilket gjorde att pistolen kunde dras bort efter avfyrning. Här, efter att ha dödat Vera, går han till matsalen, där han sätter upp två dukningar, förmodligen för sig själv och "U.N. Owen". Han avfyrar kulan strax under hakan och revolverns rekyl driver iväg vapnet och landar på den tomma platsen.
- I romanen, efter dödsfallen och ankomsten av hjälp från fastlandet, sitter två poliser för att diskutera fallet och kan i slutändan inte lösa mysteriet. Senare fastnar en flaskpost från mördaren i en fisketrålares nät och mysteriet är löst. Ingetdera förekommer i den här versionen, även om tidigt reklammaterial tyder på att scenen med de två poliserna ursprungligen planerades och filmades.

## Om serien

### Bakgrund
Och så var de bara en beställdes av Ben Stephenson och Charlotte Moore för BBC för att markera 125-årsdagen av Agatha Christies födelse. Bearbetningen producerades av Mammoth Screen i samarbete med Agatha Christie Productions.
Författaren Sarah Phelps, som aldrig hade läst boken tidigare, berättade för BBC att hon chockades av romanens råhet och brutalitet. Hon jämförde romanen med Christies andra verk och sade: "I Marple- och Poirot-berättelserna finns det någon där för att lösa mysteriet, och det ger dig en känsla av säkerhet och trygghet, av att förutsäga vad som kommer att hända härnäst... I den här boken händer det inte – ingen kommer att rädda dig, absolut ingen kommer att hjälpa eller rädda eller tolka."
För att adaptera romanen bestämde hon sig för att inte titta på de tidigare filmatiseringarna, eftersom hon inte ville anpassa någon annans vision. Den är relativt trogen bokens berättelse och gör bara några små förändringar av platsen eller sättet för några av karaktärernas död. Serien "skruvar dock upp sig" några element och ger det hela en mörkare vändning. Hon tvekar inte heller att använda ett vardagligt eller till och med grovt språk, medan alla i romanen är mycket artiga. "Vad skulle du göra om du var på en ö där människor dör en efter en? Jag tror inte att jag kommer att kunna sitta still efter ett tag."

### Rollsättning
Maeve Dermody fick rollen två dagar innan manuset lästes igenom och befann sig då i Myanmar. Hon flög till Storbritannien för att börja arbeta med en dialektcoach och läste boken under de första två veckorna av inspelningen.

### Filmning
Inspelningen påbörjades i juli 2015. Olika miljöer i Cornwall användes för exteriöra scener, däribland Holywell Bay, Kynance Cove och Mullion Cove. Harefield House i Hillingdon, fick ikläda sig rollen som öns herrgård. Scenografen Sophie Beccher inredde huset i stil med 1930-talsdesigners som Syrie Maugham och Elsie de Wolfe. Trappan och köket spelades in i Wrotham Park i Hertfordshire. Järnvägsscener spelades in vid South Devon Railway mellan Totnes och Buckfastleigh. Boken antas utspela sig i Devon, i engelska kanalen, vilket ingår i ramsans tredje vers.

## Avsnitt
| Avsnitt | Titel      | Premiärdatum     |
| --- | ---------- | ---------------- |
| 1 | "Episod 1" | 26 december 2015 |
| I augusti 1939 anländer åtta främlingar till Soldier Island, de flesta efter att ha blivit inbjudna av gamla vänner eller de nuvarande ägarna, herr och fru Owen. Det finns ingen värd som hälsar dem välkomna, men där finns hushållspersonalen Thomas och Ethel Rogers, ett gift par. "Gästerna" hittar ett exemplar av en barnramsa, "Tio små soldater", i vart och ett av sina rum och tio jadefigurer på matsalsbordet. Efter middagen spelar Rogers, som hade fått i uppdrag att göra det, en grammofonskiva där alla gäster samt makarna Rogers namnges som ansvariga för en annan människas död som de undgick straff för. En av gästerna (Blore) visar sig vara en bedragare med ett annat namn. Åtta gäster tillbakavisar anklagelserna mot dem, men det gör inte Philip Lombard och Anthony Marston. Marston dör kort därefter av cyanidspetsad gin på ett liknande sätt som den förste lille soldaten. Dagen därpå hittas kokerskan Mrs Rogers död i sin säng av okänd orsak, vilket stämmer överens med den andra versen i dikten. Vera Claythorne visar doktor Armstrong att två av soldaterna i matsalen är försvunna. |            |                  |
| 2 | "Episod 2" | 27 december 2015 |
| Förgiftningen av båda offren gör att Dr. Armstrong misstänkliggörs, och hans väska genomsöks. När en jakt på den mystiske Mr Owen pågår på ön börjar karaktären bakom anklagelserna att komma fram i ljuset. Philip Lombard bekräftar att han dödade 21 afrikaner för en diamantbelöning, Emily Brent berättar om sitt före detta hembiträde Beatrice Taylor ödesdigra förflutna och general MacArthur dukar under för galenskap, lamslagen av skuld över att ha dödat sin underordnade och hustrus älskare Arthur Richmond. Efter att generalen hittats med huvudet krossat med ett teleskop inser de återstående sju att den som lämnade det mystiska meddelandet har för avsikt att göra verklighet av sitt hot, enligt reglerna för barnvisan. Wargrave lägger fram en fördömande teori för de andra om att mördaren är en av dem. Efter att butlern Mr Rogers hittas uppskuren med en yxa och Miss Brent hittas dödligt knivhuggen i halsen, går de fem överlevande samman för att söka igenom alla rum och tillhörigheter för att avslöja mördaren och rädda sig själva. |            |                  |
| 3 | "Episod 3" | 28 december 2015 |
| Fem av de ursprungliga tio är kvar. Domare Wargrave hittas uppklädd för att matcha diktens kanslivers med en skottskada i huvudet. Han dödförklaras av Armstrong. De övriga fyra ägnar sig åt en sinnessjuk backanal med alkohol och droger. Vera och Philip har sex. Under natten lämnar Armstrong huset och lämnar de andra tre att tro att han är mördaren. Blore blir överfallen och dödligt knivhuggen av mördaren, som sedan delvis täcker kroppen med en björnskinnsmatta. Därefter förs Armstrongs lik in av tidvattnet. Vera lyckas ta Philips pistol och när han rusar mot henne skjuter hon ihjäl honom. Yr återvänder hon till sitt rum där en snara väntar. I trans börjar hon hänga sig. Då kommer domare Wargrave in, helt levande, och avslöjar hur han ville skapa ett olösligt mysterium och straffa de skyldiga, och hur han tänker skjuta sig själv för att slutföra dikten, och förklarar detaljerna i sin plan. Hon försöker köpslå med honom, men han drar undan stolen under henne. Han återvänder till matsalen, där han har dukat för två. Han laddar revolvern med den sista kulan och skjuter sig själv. Revolvern rekylerar för att landa på den andra dukningen, vilket skapar ett förmodligen olösligt mysterium för polisen som kommer att anlända för att hitta 10 lik på den avlägsna ön. |            |                  |

## Mottagande
Och så var de bara en hyllades av kritikerna och blev en tittarsuccé för BBC, där det första avsnittet fick över 6 miljoner tittare och blev det näst mest sedda programmet på annandag jul. Vart och ett av de två efterföljande avsnitten hade över 5 miljoner tittare.
På recensionssidan Rotten Tomatoes hade Och så var de bare en ett godkännandebetyg på 86 % baserat på 13 recensioner, med ett genomsnittligt betyg på 7.5/10. Sajtens kritikerkonsensus lyder: "Mörk men ändå snyggt utförd Och så var de bara en erbjuder en skamlöst misantropisk titt på den mänskliga naturen."
Ben Dowell från Radio Times gav en positiv recension. Jasper Reese för The Daily Telegraph gav det första avsnittet 4 av 5 stjärnor och kallade det en "nattsvart psykologisk thriller som retande mordmysterium" och "spiffigt sevärd".
Den brittiska dagstidningen The Guardians Sam Wollaston recenserade det första avsnittet och noterade: "[...] Den lyckas också vara lojal, inte bara i handlingen utan också i andan. Jag tror att deckardrottningen skulle hålla med. Det gör jag verkligen. Massmord blir sällan så roligt som det här." När Tim Martin recenserade det sista avsnittet för The Daily Telegraph gav han det 4 av 5 stjärnor och kallade det en "klasshandling" och berömde adaptionen för att den lyfte fram mörkret i Christies roman, som han hävdade att ingen tidigare adaption hade försökt. Den ryska filmatiseringen, "Desiat negritiat" från 1987, var dock den första visuella adaptionen som inkluderade romanens ursprungliga slut.